# スカイターゲット
『スカイターゲット』 (SKY TARGET) は、1995年にセガからアーケード用に発売された、戦闘機を題材とした3Dフライトシューティングゲーム。後に家庭用、PCに移植された。本稿はオリジナルのアーケード版を基に記述する。

## 概要
MODEL2システム基板を採用し、ポリゴンで演算表示されてはいるが、一方向にのみ進行するステージ構成など、内容は同社の「アフターバーナー」シリーズに代表される疑似3Dシューティングに近い。
1人用座席を備える専用筐体で販売された。50インチプロジェクタのDX筐体と29インチCRTモニタのSD筐体が存在するが、可動ギミックのような特筆すべき差異はない。
試作機も含め、実在の戦闘機をモチーフにした4種類の自機を操縦し、道中の敵機（ステージによっては地上物も破壊可能）を撃破しつつ、細長く伸びる戦闘空域を突破する。各ミッション（面）の最後に待ち受ける巨大なボスを撃破すれば次のミッションに進める。最終ボスを除いて制限時間が設定されており、時間切れの場合はボスが逃走して次ミッションに移行する。全4ルートに分岐するが、決定権はプレイヤーにある。ミッション2、5の終了後、次のミッションをスティックの左右で選択するため、1プレイで全ミッションを遊ぶことはできない。
ゲームの最終目標は奪取された秘密兵器「XF/A-49」の破壊であり、どのように分岐しても第7面の最終ミッション最深部で対峙する。破壊すればゲームクリア。被弾により画面右下のパワーゲージが減り、0%になるとゲームオーバー。コンティニュー以外にパワーを回復する手段はない。なお、敵機本体や地形と接触してもパワーは減らない。
敵破壊による加点のほか、各ミッションクリアごとにボス破壊時の残り時間、ミッション内の撃墜率に応じたボーナスが加算される。

## ストーリー
米軍が極秘に開発していた超高性能新型戦闘機XF/A-49 "White Sword"が、ある多国籍兵器製造企業に強奪された。極秘情報の集合体ともいえるXF/A-49の最高機密漏洩を防ぐため、4機の出撃機に下った命令は「発見次第破壊せよ!!」であった。想像を絶する敵の迎撃をくぐり抜け、任務を遂行できるのは誰か？

## 操作方法
アフターバーナーシリーズと同様に、バルカン砲のトリガーとミサイルの発射ボタンを備える操縦桿を模したアナログレバーで自機を操作する。
レバー操作により敵機に照準を合わせると同時に、自機を操作して敵のミサイルや対空砲の弾幕を回避する。
前述の通りステージの進行方向は固定されており、上下左右の移動可能範囲は制限されている。一方、相違点としてはスロットルレバーが無いこと、ローリングのような特殊操作が存在しない点が挙げられる。
コントロールパネル上のボタンにて視点切替が可能である。
バルカン砲
眼前の敵に機銃掃射を行う。弾数制限やオーバーヒートといった要素は無い。
ミサイル
照準を敵機に重ねるとロックオンされ、ボタンを押すことで自動追尾ミサイルが発射される。こちらも弾数制限は無い。

## 自機
機種名は画面上の表記に基く。機種ごとに操作時の挙動が異なるが、機種選択画面や操作説明では説明されていない。
- F-14D /艦上機
- F-15S/MTD /陸上機
- F-16C /陸上機
- RAFALE M /艦上機

艦上機のスタートデモは空母からの発艦、陸上機は地上基地からの離陸となる。

## 敵兵器群
敵勢力を多国籍軍需企業「デルダイン社」と設定したことで、米軍機を含めて世界各国に実在の戦闘機・爆撃機が敵機として出現する。
ミッションによってはヘリコプターや、艦艇や装甲列車なども攻撃対象となる。機体名のインサートと共に出現する各ボスは常軌を逸した超巨大な架空兵器で、3D描写を活かした登場（および撃破）シーンは多様なカメラワークで演出され、本タイトルの特色となっている。
各ボスには古今東西の武具や刀剣の名称が与えられるが、法具、創作物に登場する架空のものも含まれる。下記ボス名の表記はゲーム実機の表示に基く。
ミッション・ボス一覧
全12面。Mission 1、4、7の内容は全ルート共通。（右）などの注記は記述にあたり便宜的に付与したものである。
- Mission 1 戦闘武装爆撃機　ハルベルト / DD-B-48 Armored Bomber "Halbert"
- Mission 2 全翼形式重爆撃機　タルワール / DD-B-51 Armed Flying Wing "Talwar"
- Mission 3（左） 装甲戦闘飛行船　フランベルジュ / DD-AS-3 Armored Battle Airship "Flamberge"
  - Mission 4 長距離戦術弾道ミサイル　セプター / DD-LSBM-1 Long-Range Strategic Ballistic Missile "Scepter"
  - Mission 5（左） 重武装地上戦艦　ハースニール DD-GBS-22 Heavy-Armor Ground Battleship "Hrathnir"
    - Mission 6（左左） 装甲戦闘ヘリコプター　ヴァシュラ II（原文のまま）
    - Mission 6（左右） ホバークラフト戦艦　クレイモア / DD-HBS-6 Hovercraft Battleship "Claymore"

- Mission 3（右） 装甲戦闘ヘリコプター　ヴァシュラ（原文のまま） / DD-AH-12 Armored Battle Helicopter "Vajra"
  - Mission 4 ※前述の左ルートMission4と共通の面構成であるが、合流はせず右ルートのMission 5に進む。
  - Mission 5（右） 武装戦略爆撃機　グングニル / DD-B-111 Heavily Armed StrategicBomber "Gungnir"
    - Mission 6（右左） 全翼形式重爆撃機　タルワール II
    - Mission 6（右右） 重武装地上戦艦　ハースニール II

- FINAL Mission　戦闘空母ヘリコプター ブリガンダイン / DD-BCH-111 Battle Carrier Helicopter "Brigandine" ※最終目標が収容されている

最終目標
最新鋭戦闘/攻撃機 XF/A-49 ホワイトソード / "White Sword"
自機との一騎討ちでは攻撃衛星からの軌道攻撃や多弾頭ミサイルといった強力な兵装でプレイヤーを翻弄する。

## 移植版
セガサターン版
1997年4月25日発売。条件を満たすことでXF/A-49を自機として遊ぶことができる。
PC版
Windows 95対応。内容はセガサターン版に準じる。
発売歴
- 1997年8月14日 - 初リリース。定価5800円。
- 1999年8月20日 - SEGA PC Collection版販売。定価3800円。
- 2001年4月6日 - メディアカイトより、ULTRA2000シリーズとして廉価版発売。
- 2002年8月30日 - メディアカイトより、Wセレクション版発売。『セガツーリングカーチャンピオンシップ』とのバンドル。

## その他
- 市街地ミッションのBGMは『アフターバーナー』より「After Burner」のアレンジである。
- Mission 2の特定地点ではプテラノドンと思しき巨大有翼飛行生物が出現するが、正体は不明。